# 볼프강 베버
볼프강 베버(독일어: Wolfgang Weber, 1944년 6월 26일~)는 독일의 전직 축구 선수로, 1966년 월드컵 결승전에서 막판 동점골을 넣은 것으로 회자된다.

## 선수 경력

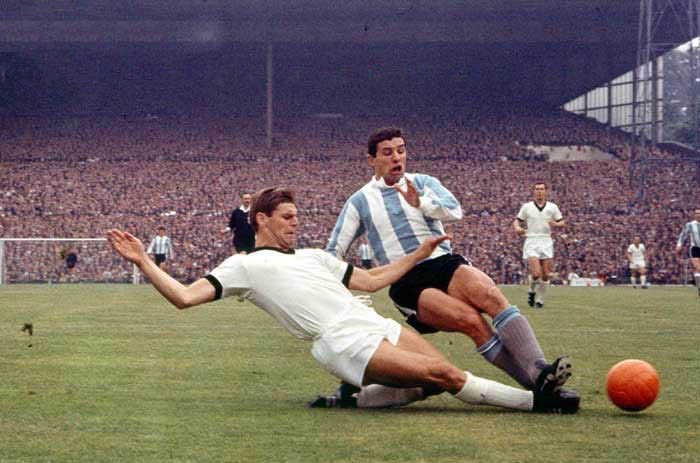
1966년 월드컵의 볼프강 베버와 루이스 아르티메

베버는 쾰른 소속으로 356번의 분데스리가 경기에 출전한 중앙 수비수로, 웸블리에서 벌어진 1966년 월드컵 결승전에서 막판에 찔러넣어 골망을 흔들어 승부를 2-2 원점으로 돌렸다. 그러나, 잉글랜드에 연장전에 연달아 실점하면서 최종적으로 이 경기를 2-4로 패했다.
베버는 1963년부터 1978년까지 쾰른에서 활약했고, 국가대표팀 경기에 53번 출전해 1골을 기록했다. 그는 서독을 대표로 유로 1968 예선과 1970년 월드컵에도 참가했다. 그는 1974년에 마지막으로 국가대표팀 경기에 출전하고 독수리 마크를 반납했다.

## 이후 행보
1978년 여름부터 베버는 분데스리가의 베르더 브레멘 감독을 역임했지만, 북독일 구단이 그의 2년차인 1979-80 시즌에 강등권에 허덕이면서 1980년 1월에 해임되었다. 그의 후임 프리츠 랑너는 루디 아사워와 감독을 대행했지만, 1979-80 시즌 끝에 2. 분데스리가 강등을 막기에는 역부족이었다.
은퇴 후, 베버는 스페셜 올림픽 독일 지부장을 맡았다.